# Championnat du Maroc de football 1981-1982
Navigation
Édition précédente Édition suivante
Le KAC de Kénitra remporte le Championnat du Maroc 1981-1982, et conserve ainsi son titre pour la deuxième année consécutive.

## Classement final
Classement erroné, il manque des informations pour deux équipes; le FUS de Rabat et la Renaissance de Kénitra. 
On retrouve plus de buts marqués qu'encaissés ce qui laisse une différence de - 4.
Si vous disposez d'informations vérifiés, votre aide serait très appréciés.
| Rang | Équipe                         | Pts | J  | G  | N  | P  | Bp | Bc | Diff |
| ---- | ------------------------------ | --- | -- | -- | -- | -- | -- | -- | ---- |
| 1    | KAC de Kénitra T               | 83  | 34 | 19 | 11 | 4  | 41 | 23 | +18  |
| 2    | Wydad Athletic Club            | 73  | 34 | 12 | 15 | 7  | 41 | 31 | +10  |
| 3    | FUS de Rabat V                 | 73  | 34 | 14 | 11 | 9  |    |    |      |
| 4    | CODM de Meknès                 | 73  | 34 | 16 | 7  | 11 | 38 | 29 | +9   |
| 5    | Raja CA CdT                    | 71  | 34 | 13 | 11 | 10 | 28 | 24 | +4   |
| 6    | FAR de Rabat                   | 70  | 34 | 11 | 14 | 9  | 41 | 33 | +8   |
| 7    | Difaâ d'El Jadida              | 70  | 34 | 13 | 10 | 11 | 32 | 29 | +3   |
| 8    | Maghreb de Fès                 | 69  | 34 | 10 | 15 | 9  | 21 | 22 | -1   |
| 9    | Renaissance de Berkane         | 69  | 34 | 12 | 11 | 11 | 27 | 28 | -1   |
| 10   | Renaissance de Settat          | 67  | 34 | 10 | 13 | 11 | 25 | 22 | +3   |
| 11   | Renaissance de Kénitra P       | 67  | 34 | 10 | 13 | 11 |    |    |      |
| 12   | Chabab Mohammédia              | 67  | 34 | 9  | 15 | 10 | 22 | 24 | -2   |
| 13   | IR Fquih Ben Salah             | 67  | 34 | 12 | 9  | 13 | 23 | 29 | -6   |
| 14   | Mouloudia Club d'Oujda         | 67  | 34 | 12 | 9  | 13 | 25 | 25 | 0    |
| 15   | Association sportive de Salé ↓ | 65  | 34 | 9  | 13 | 12 | 26 | 39 | -13  |
| 16   | Union de Mohammédia ↓          | 63  | 34 | 9  | 11 | 14 | 28 | 28 | 0    |
| 17   | Union de Sidi Kacem ↓          | 62  | 34 | 11 | 6  | 17 | 29 | 32 | -3   |
| 18   | Hassania d'Agadir P ↓          | 51  | 34 | 4  | 9  | 21 | 18 | 43 | -25  |

Qualifications continentales
- Qualifié pour la Coupe des clubs champions africains 1983
- Qualifié pour la Coupe d'Afrique des vainqueurs de coupe 1983
- Relégation en Championnat du Maroc de football D2

Abréviations
T : Tenant du titre

V : Vice-champion 1980-1981

CdT : Vainqueur de la Coupe du Trône 1981-1982

P : Promus du Championnat du Maroc de football D2 1980-1981

## Bilan de la saison
| Championnat du Maroc de football 1981-1982                        |                              |
| Champion                                                          | KAC de Kénitra (4e titre)    |
| Coupes et trophées                                                |                              |
| Vainqueur de la Coupe du Trône 1981-1982                          | Raja Club Athletic           |
| Qualifications continentales                                      |                              |
| Coupe des clubs champions africains 1983                          | KAC de Kénitra               |
| Coupe d'Afrique des vainqueurs de coupe 1983                      | Raja Club Athletic           |
| Promotions et relégations                                         |                              |
| Promus en Championnat du Maroc de football                        | Raja d'Agadir                |
| Promus en Championnat du Maroc de football                        | Union de Touarga             |
| Relégués en Championnat du Maroc de football de deuxième division | Hassania d'Agadir            |
| Relégués en Championnat du Maroc de football de deuxième division | Union de Sidi Kacem          |
| Relégués en Championnat du Maroc de football de deuxième division | Union de Mohammédia          |
| Relégués en Championnat du Maroc de football de deuxième division | Association sportive de Salé |